# Heut’ ist heut’
Heut’ ist heut’ ist ein Walzer von Johann Strauss Sohn (op. 471). Das Werk wurde am 28. März 1897 im Konzertsaal des Wiener Musikvereins erstmals aufgeführt.